# 第8号钢琴奏鸣曲 (斯克里亚宾)
斯克里亚宾的第8钢琴奏鸣曲，Op.66，作于1912年至1913年。跟作曲家晚期的奏鸣曲一样， 这首曲无调性，但不和谐的声音比其它晚期奏鸣曲少。此曲反映了作曲家对于神秘主义的兴趣。并且，与第6奏鸣曲一样，它从来没有在公共场合下表演过此曲，并将它描述为“我的作品中最为悲剧的一首”。

## 结构
此曲只有一个乐章，根据不同的演绎方法，演奏时间可以长达10-15分钟。
1. Lento - Allegro agitato

这首曲被归类为音乐性上更难的奏鸣曲之一。若以页数来算，这首曲也是作曲家最长的一首奏鸣曲，之所以如此是因为大部分的乐段都是3行或4行而非正常的2行乐谱，以容纳复杂的对位以及宽大的音程。

## 延伸阅读
- Scriabin, Alexander. Complete Piano Sonatas. 1964 Muzyka score republished in 1988 by New York:  Dover Publications. ISBN 0-486-25850-5.